# Франсиско де Паула де Бурбон (герцог Кадисский)
Франсиско де Паула Антонио де Бурбон и Бурбон-Пармский (исп. Francisco de Paula Antonio de Borbón y Borbón-Parma; 10 марта 1794, Королевский дворец в Аранхуэсе — 13 августа 1865, Мадрид) — испанский инфант, младший сын короля Карла IV и королевы Марии-Луизы Пармской. Дядя и одновременно свёкор королевы Изабеллы II.
Образование молодого инфанта было прервано Пиренейскими войнами. Изгнание 14-летнего Франсиско спровоцировало Мадридское восстание в мае 1808 года, которое было жестоко подавлено французскими войсками. В течение следующих десяти лет он жил в изгнании вместе с родителями сначала в Марселе, а затем — в Риме.
В 1818 году Франсиско де Паула вернулся в Испанию, где ему было дано множество почестей и привилегий со стороны брата короля Фердинанда VII. Интересовался художественной деятельностью, практиковался в качестве художника и певца. В 1819 году женился на своей племяннице принцессе Луизе Карлоте Бурбон-Сицилийской, старшей дочери своей сестры Марии Изабеллы. У пары родилось одиннадцать детей, которые активно вмешивались в политическую жизнь Испании. Луиза Карлота сыграла важную роль, что бы испанский престол достался королеве Изабелле II, которая приходилась ей невесткой.
В период регентства королевы Изабеллы II, Франсиско де Асис был исключен из правительства королевой Марией Кристиной Бурбон-Сицилийской. Он и его жена стали в оппозицию к либералам и были вынуждены покинуть Испанию, переехав во Францию в 1838 году. В Испанию они вернулись при преемнике Марии Кристины в качестве регента Бальдомеро Эспартеро. Замешанные в заговоре против него, они были вынуждены отправиться снова в изгнание. После достижения королевой Изабеллой II совершеннолетия они смогли вернуться обратно. Инфант с супругой сосредоточили все силы, чтобы женить своего сына Франсиско де Асиса на правящей королеве. Луиза Карлота умерла в 1844 году. В 1846 году их сын женился на королеве. После этого Франсиско де Паула стал свёкром королеве и занимал видное положение при дворе королевы Изабеллы II. Однако, когда он попытался вмешаться в политику, то был сослан снова за границу в 1849 году. В 1852 году, с согласия королевы вступил во второй брак, умер двенадцать лет спустя.

## Молодость

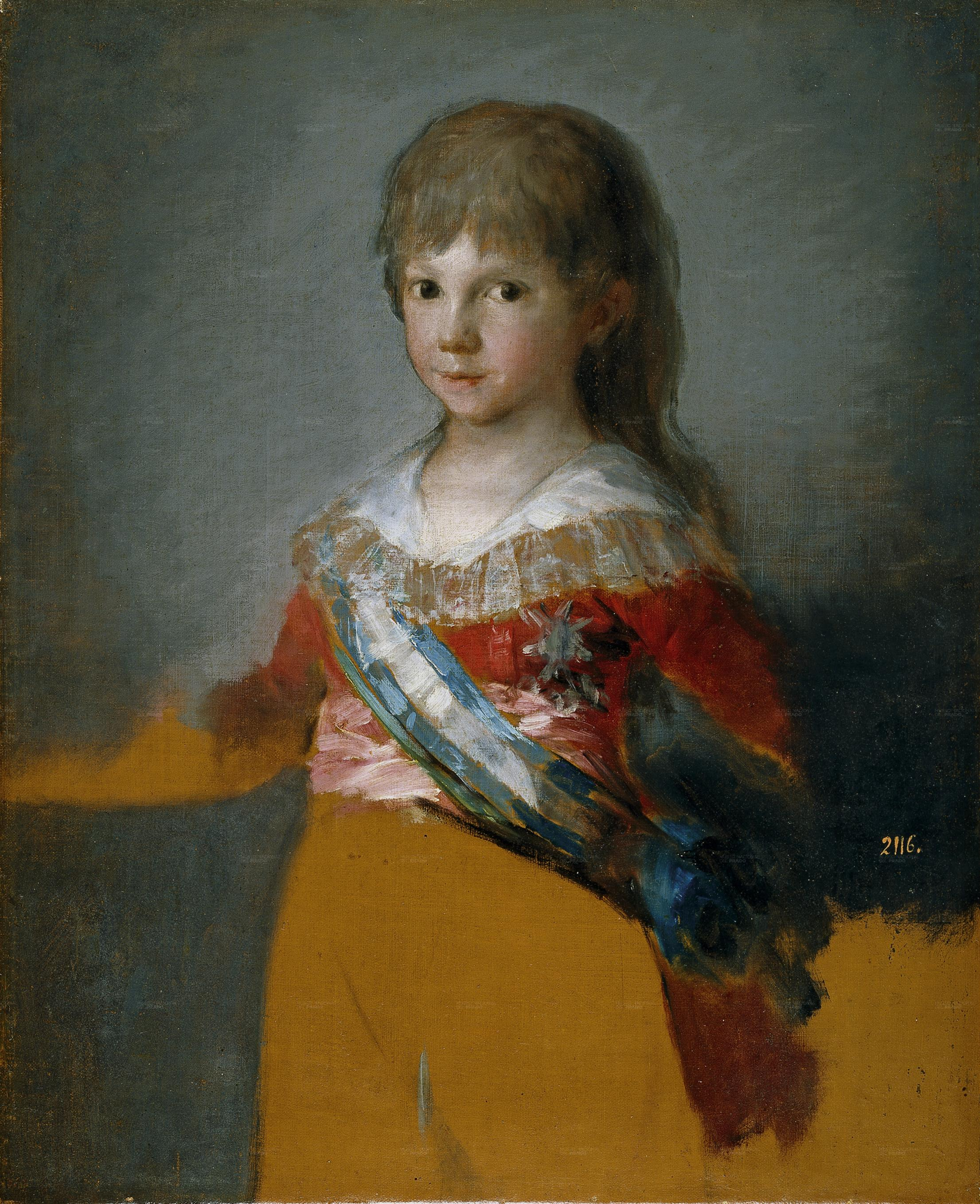
Инфант Франсиско де Паула на портрете работы Франсиско Гойя.

Инфант Франсиско де Паула Антонио де Бурбон и Бурбон-Пармский (исп. Francisco de Paula Antonio de Borbón y Borbón-Parma) родился 10 марта 1794 года в Королевском дворце в Аранхуэсе. Он стал четырнадцатым ребёнком короля Испании Карла IV (1748—1819) и Марии Луизы Бурбон-Пармской (1751—1819). По отцу он внук короля Карла III и Марии Амалии Саксонской, а по матери — герцога Пармского Филиппа I и Марии Луизы Елизаветы Французской, дочери французского короля Людовика XV. Деды инфанта были родными братьями — оба сына короля Филиппа V и Изабеллы Фарнезе. Родители молодого инфанта поженились двадцать девять лет назад и новорожденный стал их последним ребёнком. Как самый младший в семье, считался любимцем матери.
Отец Франсиско был хорошим правителем и физически развитым человеком, однако, по мнению многих при дворе он не обладал особыми интеллектуальными способностями и был слишком доверчивым человеком. Хотя он и считался могущественным европейским монархом, он никогда не утруждал себя государственными делами, часто оставляя их на свою супругу или Мануэля Годоя — своего ближайшего соратника и друга. Мать инфанта была главой семьи и имела огромное влияние на короля. Мария Луиза передала все бразды правления Мануэлю Годою, которого при дворе считали её любовником, а отцовство её детей Марии Изабеллы и Франсиско приписывали именно ему, а не королю. Однако, многие современные историки и биографы нашли этот факт маловероятным и недоказанным.
В детстве у Франсиско были белые волосы, карие глаза и мягкое выражение лица. Весной 1800 года, когда инфанту было шесть лет, он был изображен вместе со всей королевской семьей на знаменитом полотне Франсиско Гойи Король Карл IV и его семья.
Образование Франсиско отличалось от того, которое давалось его старшим братьям, Фердинанду, принцу Астурийскому и Карлосу. Образовательный план, которой он должен был проходить был подготовлен известнейшим педагогом того времени Иоганном Генрихом Песталоцци. Система образования по Песталоции применялась по всей Испании, и ученый убедил королевскую семью испытать её на молодом Франсиско. Родители хотели, что их младший сын служил на военно-морском флоте, но его образование было прервано наполеоновским вмешательством в Испанию.
Под предлогом решения конфликта между королём Карлом IV и его сыном Фердинандом, который стал во главе правительства после Мятежа в Аранхуэсе, Наполеон пригласил отца и сына в Байонну, Франция. Под его натиском, он заставил отца и сына отказаться от испанской короны, перед её ему. Наполеон передал престол своему брату Жозефу Бонапарту, а остальные члены королевской семьи должны были немедленно выехать за пределы Испанского королевства.
В то время, как родители и старшие братья находились в Байонне на переговорах с Наполеоном, Франсиско вместе с сестрой, свергнутой королевой Этрурии Марией Луизой и её детьми. На 2 мая 1808 года он оставался последним мужским представителем Испанских Бурбонов на территории Испании. В этот же день возле Королевского дворца собралась большая группа людей, которая пыталась предотвратить выезд последнего представителя королевской семьи. Плохо вооруженное население столкнулось с хорошо подготовленным французским войском. Спонтанное народное восстание распространилось по всему Мадриду, но французский генерал Мюрат жестоко его подавил.

## Изгнание

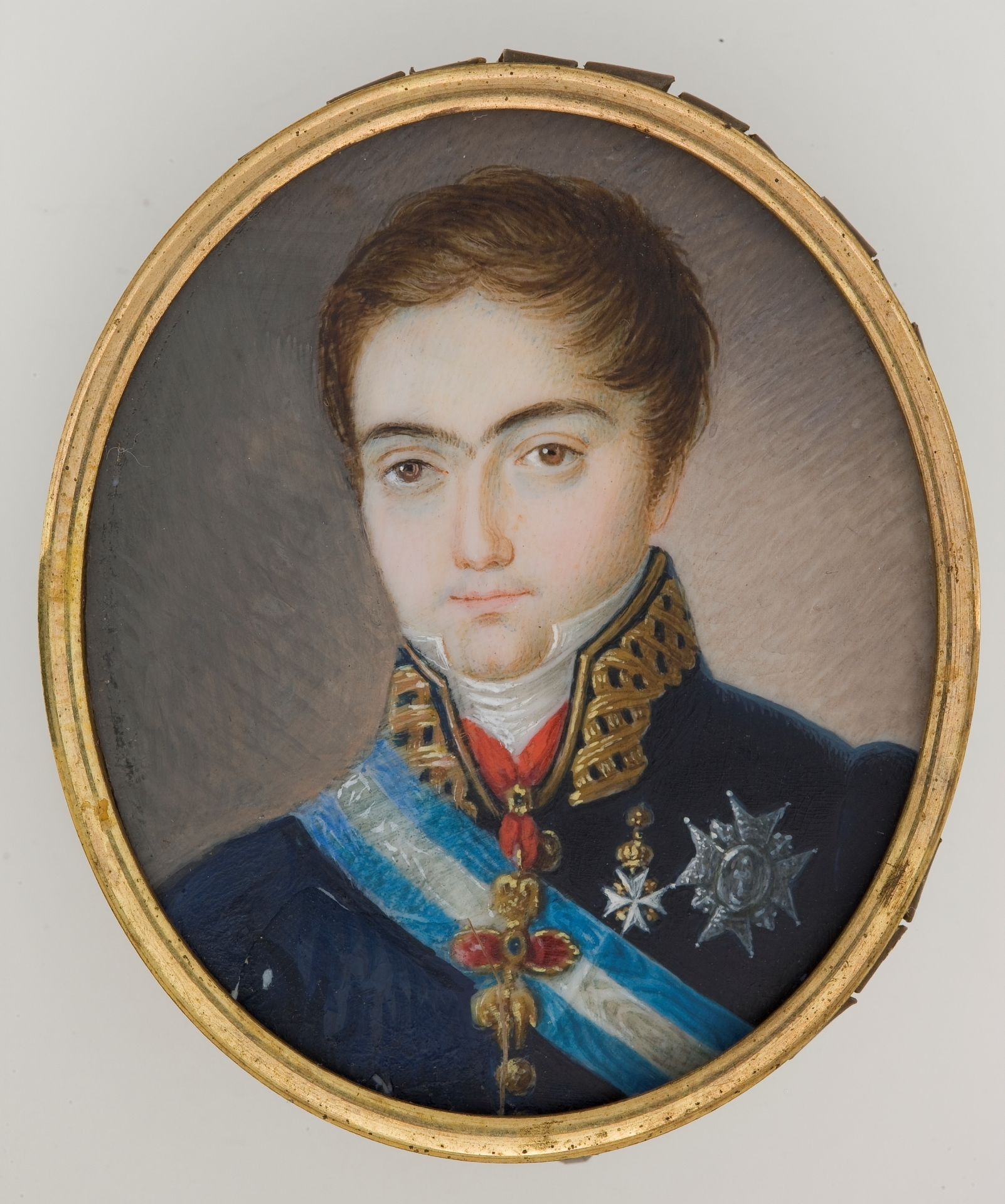
Инфант Франсиско де Паула в ранние годы.

В течение следующих шести лет все члены королевской семьи жили в изгнании. Фердинанд VII, его брат Дон Карлос и инфант Дон Антонио Паскаль находились под пристальным наблюдением в замке Валансе. Франсиско де Паула был тогда подростком, и ему одному было разрешено сопровождать родителей в изгнании во Франции.
Король Карл IV вместе с королевой и Франсиско де Паула по наставлению Мануэля Годоя жили в Компьенском дворце на северо-востоке от Парижа. В октябре 1808 года они переехали в Марсель, где был более мягкий климат. Следующие четыре года они провели там. Сестра Франсиско де Паула, свергнутая королева Этрурии Мария-Луиза была заключена Наполеоном в монастырь под Римом. Для того, что бы быть ближе к дочери, король и королева вместе с сыном переехали в Рим в июле 1812 года, где поселились во Дворце Боргезе. Незадолго после этого Иоахим Мюрат, который был королём Неаполя с 1808 года, двинулся на Рим во «имя Императора». Семья переехала в Верону. После окончательного поражения Наполеона Королевская семья вернулась в Рим, где жила в Палаццо Барберини.
В 1815 году дипломаты Объединённых провинций Южной Америки при поддержке короля Карла IV предложили короновать Франсиско де Паула как короля гипотетического Объединённого Королевства Реки Платы, Перу и Чили. План так и остался проектом, хотя среди его идейных вдохновителей были видные деятели того времени Мануэль Бельграно и Бернардино Ривадавия.
Находясь в эмиграции, Франсиско де Паула практически не получал никакого надлежащего ему образования. Мануэль Годой, который покинул Испанию вместе с королевской семьей, давал ему некоторые уроки по политике. В Риме родители пытались сделать из сына священника, водили его в монастыри. Мальчик носил церковную одежду, а Папа Римский предложил сделать его кардиналом. Но Франсиско де Паула никогда не желал связывать свою жизнь с церковью. Постоянным спутником инфанта в изгнании была Карлота де Годой, 2-я герцогиня Суэка. В 1814 году инфанту исполнилось 20 лет, Карлоте было 14. Молодые люди полюбили друг друга, а королева Мария Луиза дала своё согласие на брак. Однако в скором времени Франсиско де Паула передумал жениться на ней. Недовольный её постоянным присутствием возле себя, Франсиско писал брату Фердинанду VII, чтобы тот позволил ему уехать, а потом служить в испанской армии. Фердинанд VII стал королём Испании после свержения Наполеона. Он призвал брата приехать в Испанию, что бы тот не стал женится на Карлоте. В августе 1816 года было получено разрешение на возвращение инфанта Франсиско на родину, что очень смутило его родителей, надеявшихся на его брак с герцогиней Годой.
Инфант покинул Рим 22 ноября 1816 года. Из Лиона на пути в Испанию, Франсиско был замешан в скандале. Было обнаружено, что с собой он взял любовницу, жену одного из своих служащих, который хотел из всей этой неловкой ситуации извлечь финансовую выгоду. Инфант попросил прощения у короля. Фердинанд VII простил брата, но велел ему пока не возвращаться в Испанию, а посетить европейские дворы в поиске невесты. В течение следующих семнадцати месяцев он посетил Париж, Брюссель, Амстердам, Франкфурт, Берлин, Веймар, Лейпциг, Дрезден, Прагу и Вену. Существовала перспектива женится на одной из саксонских принцесс. В декабре 1817 года король Карл IV предложил сыну женится на одной из дочерей-близнецов баварского короля, но ни один из этих двух союзов не был доведен до свадьбы. Инфант хотел жениться на своей племяннице принцессе Марии Луизе Карлоте Пармской, которой тогда исполнилось четырнадцать лет. Но мать принцессы Мария Луиза выступила категорически против такой партии, считая своего брата слишком безрассудным для её столь юной дочери. В марте 1818 года король Фердинанд VII под нажимом своей жены Марии Изабеллы Португальской вернул брата в Испанию.

## Герцог Кадисский

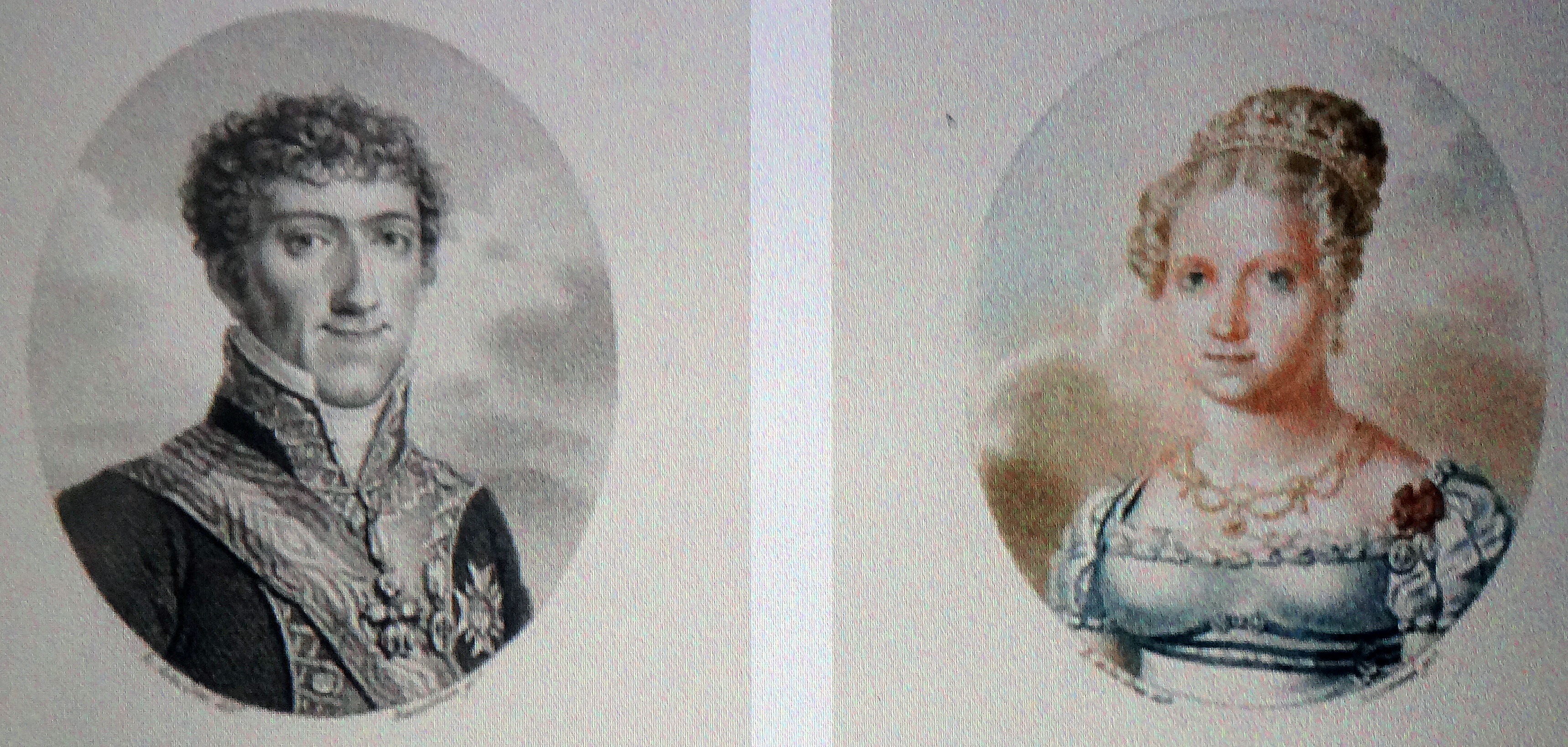
Инфант Франсиско де Паула вместе с супругой принцессой Луизой Карлотой Бурбон-Сицилийской.

Инфант Франсиско де Паула вернулся в Испанию в апреле 1818 года. Король Фердинанд VII не позволил ему уйти в армию, как тот того хотел, взамен осыпав его почестями и привилегиями. Инфант получил титул герцога Кадисского и стал рыцарем орденов Сантьяго, Калатравы, Алькантары и Монтезы, получал большие прибыли. Инфант также стал рыцарем Ордена Святого Иоанна Иерусалимского. Получил французский Орден Святого Духа и стал почетным членом Королевской академии искусств.
После того, как Франсиско поселился в Королевском дворце, его отец, Карл IV, незадолго до смерти начал вести переговоры его браке с неаполитанской принцессой Луизой Карлотой. Она была самой старшей дочерью короля Обeих Сицилий Франциска I и Марии Изабеллы Испанской, сестры Франсиско. Это был брак между дядей и племянницей, разница между которыми была десять лет. На брак дал согласие и король Фердинанд VII. 15 мая 1819 года они поженились по доверенности, 14 мая Луиза Карлота прибыла в Барселону. Свадьба состоялась 9 июня 1819 года в Королевском дворце в Мадриде. Мужу исполнилось 25 лет, жене — всего 15. Принцесса была живой, остроумной, сильной волей, вспыльчивой и амбициозной. Она быстро стала руководить супругом, завоевала доверие короля и стала рожать детей, которых в семье за 14 лет брака родилось одиннадцать. Всем им был дан титул инфантов Испанских. Проживала семья в Королевском дворце в Мадриде, где для них были отведены специальные апартаменты. Иногда бывали во дворцах Аранхуэс и Севилья.
Проживали супруги достаточно скромно. Инфант был лишь пятым в наследовании испанского престола после своего брата Дона Карлоса и его трех сыновей. Надеясь иметь потомков, Фердинанд VII, который не имел наследников от первых двух жен, женился в третий раз через четыре месяца после свадьбы Франсиско. В 1820-х Испанию постоянно сотрясали политические кризисы, экономика находилась не в лучшем состоянии. Экономическая мощь Испании была подорвана войной за независимость Франции и потерей большинства колоний на американском континенте. Революция 1820 года заставила короля принять либеральную конституцию 1812 года. Этот период длился три года. В 1823 году с одобрения Великобритании, Франции, России, Пруссии и Австрии, французская армия вторглась в Испанию и восстановила абсолютную власть короля. Однако постоянные политические противоречия между либералами и консерваторами продолжились. В этой борьбе Франсиско поддержал брата и выступил на стороне консерваторов. Политические взгляды инфанта были скорее умеренными, а многие при дворе считали его больше либералом нежели консерватором.
После возвращения в Испанию, инфант больше интересовался искусством, меньше пытался лезть в политику. В детстве он получал уроки по рисованию от придворного живописца и миниатюриста Антонио Карнисеро, а вернувшись на родину стал художником-любителем. Некоторые из его работ, например Святой Иероним, были представлены публике. Но главной страстью инфанта была музыка. До того, как он был вынужден покинуть Испанию, он брал уроки пения у Педро Ансельмо Маршала и уроки игры на скрипке у Франческо Ваккари. Его считали хорошим басовым певцом. В Королевский дворец он приглашал многих известных музыкантов и пел вместе с ними. Также, он пел во время музыкальных вечеров Королевском дворце в присутствии семьи и профессиональных певцов. С юности и до конца жизни Франсиско собирал коллекцию нот, который в конечном счете составил более 700 партитур. Эта коллекция была приобретена Национальной Библиотекой Испании, где хранится и по сей день. Когда в 1830 году король Фердинанд VII создал Мадридскую Королевскую консерваторию, Франсиско стал её почетным членом.

## Политическая борьба
Король Фердинанд VII на протяжении 1820-х годов оставался без наследников. Его третья супруга Мария Жозефа Саксонская оказалась бесплодной. Ожидалось, что следующим королём Испании станет Дон Карлос, которой имел потомство от португальской инфанты Марии Франциски. У него было трое сыновей. Инфант Франсиско де Паула поддерживал своих братьев в их взглядах о сохранении абсолютной монархии в Испании, несмотря на то, что его личные взгляды были куда более либеральными. Его супруга Луиза Карлота была энергичной и властной женой, постоянно втягивая мужа в политику. Она хотя и была постоянно беременная, всегда находила время для государственных дел. Одно время она выступала категорически против того, чтобы Карлос когда-то наследовал трон из-за того, что была в плохих отношениях с его супругой Марией Франциской и её сестрой Марией Терезой принцессой Бейра (супруга инфната Педро Карлоса Испанского и Португальского, двоюродного брата Франсиско). В мае 1829 года королева Мария Жозефа умерла и у Фердинанда появился шанс заключить ещё один брак, обеспечив себя наследниками. Находясь в хороших отношениях с королём, Луиза Карлота убедила его женится на своей сестре Марии Кристине. Их помолвка состоялась в декабре того же года. От этого брака родились две дочери, старшая из которых — Изабелла — получила титул принцессы Астурийской и наследницы трона под большим нажимом со стороны Луизы Карлоты. Дон Карлос и его семья выступили решительно против такого изменения в престолонаследовании. Из-за этого они были вынуждены покинуть Испанию. Вскоре после этого Фердинанд умер 29 сентября 1833 году.
На престол взошла трёхлетняя королева Изабелла II при регентстве своей матери Марии Кристины. Инфант Франсиско де Паула был недоволен тем, что его не включили в новое правительство. Через три месяца после смерти короля королева-регент Мария Кристина заключила второй морганатический брак с сержантом королевской гвардии. Луиза Карлота поссорилась с сестрой из-за этого брака. В течение следующих месяцев Франсиско вместе с супругой вели тайные переговоры с либералами по поводу свержения Марии Кристины. Испания погрузилась в хаос после того, как Дон Карлос вместе с ультра-роялистами попытались захватить власть силой, развязав гражданскую войну (1833—1839). Мария Кристина сумела сохранить власть с помощью умеренной партии. Она стала не доверять своей слишком амбициозной сестре, а когда в 1837 году Франсиско был избран в сенат, она отказалась признавать это. Такое отношение между сестрами окончательно испортило семейные узы, которые так и не были восстановлены. В течение следующих пяти лет Франсиско вместе с супругой вели интриги за спиной Марии Кристины, пытаясь лишить её власти. В конце концов Мария Кристина приказала выслать их за границу.

## Изгнание и возвращение

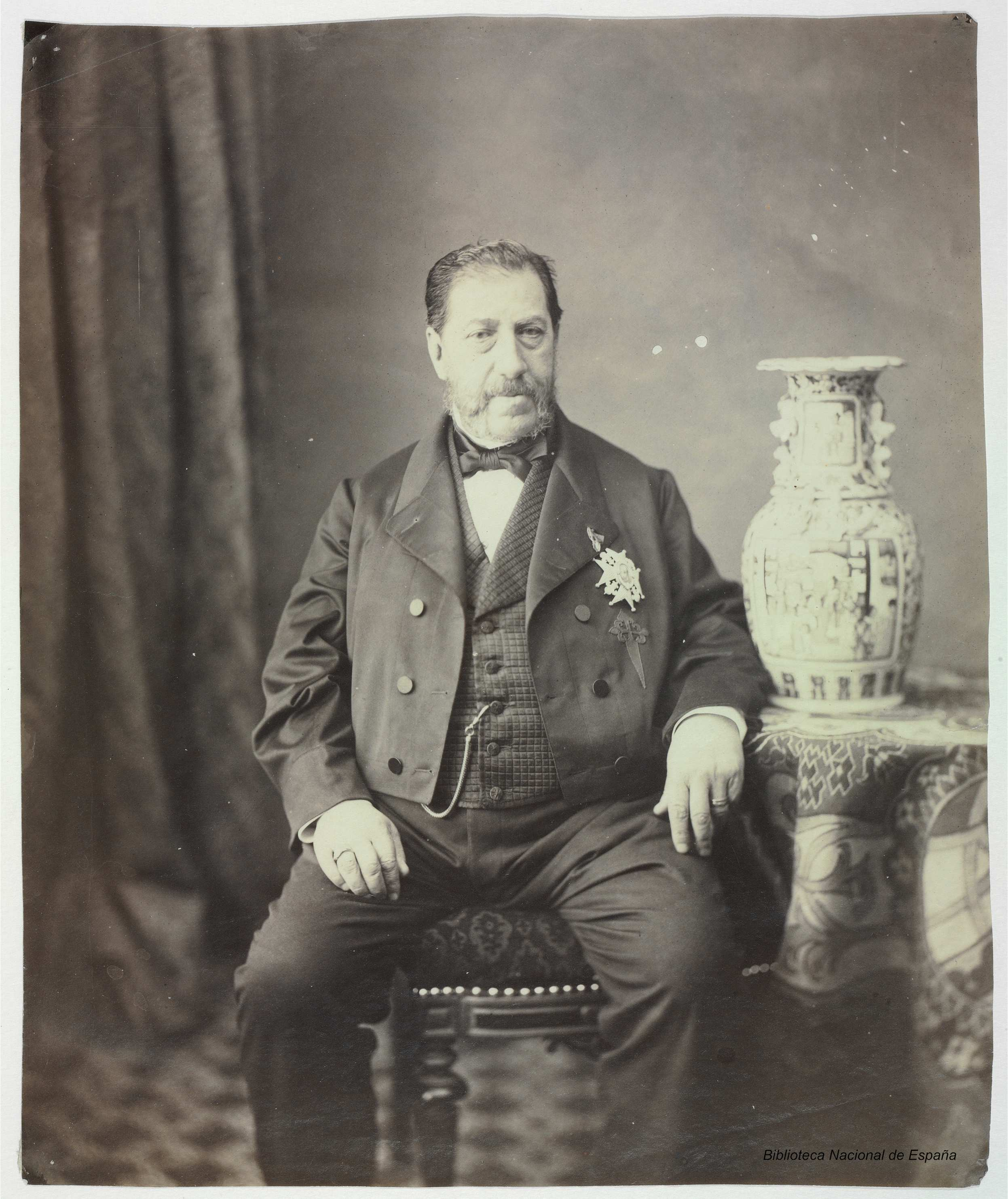
Инфант Фрасиско де Паула на фотографии, сделанной инфантом Себастьяном де Бурбоном.

Весной 1838 года семья Франсиско поселилась в изгнании во Франции. С ними проживал личный секретарь инфанта граф Парсент. Супруги стали постоянными гостями у короля Франции Луи Филиппа и его супруги Марии Амалии, которая приходилась тетей Луизе Карлоте. Доротея Саган, герцогиня де Дино, встретившая семейство при дворе французского короля, описала их следующим образом:
Инфанта достаточно красива, с лицом суровым и вместе с тем она грубо общалась со мной. Я чувствовала с ней себя неловко, хотя она вела себя достаточно учтиво. Её муж рыжий и безобразный, и все их отродье такое же отвратительное
Между тем с Испании Эспартеро Бальдомеро за победы над карлистами был назначен в 1839 году премьер-министром. Вскоре он стал практически диктатором королевства, вынудив Марию Кристину отказаться от регентства и сослав её во Францию в октябре 1840 года. Франсиско и Луизе Карлоте было разрешено вернуться в Испанию.
Вернувшись в Испанию, они поселились в Бургосе. Эспартеро запретил им появляться в столице. В конце концов он позволил жить им в Мадриде, но за пределами Королевского дворца. Супруги надеялись оказывать влияние на молодую королеву. В их планы входило женить королеву и её сестру инфанту Луизу Фернанду на своих сыновьях Франсиско де Асиса и Энрике. Когда они попытались устроить двойной союз между ними, Эспертеро выгнал их из Мадрида, поселив в Сарагосе в августе 1842 года.
Приехав в Сарагосу супруги стали ядром против правительства Эспертеро. В ноябре сторонники инфанта пытались устроить государственный переворот, свергнув его регентство. Его место занял бы Франсиско де Паула. Когда заговор был раскрыт, супругов в который раз выгнали из Испании. Но новое изгнание было недолгим. В июле 1843 года умеренная партия вместе с примкнувшими к ней военными свергла регента. Повстанцы объявили королеву Изабеллу совершеннолетней, а Эспертеро выслали в Англию.
Франсиско вместе с женой вернулся в Испанию. С тех пор они проживали в собственном дворце Сан-Хуан, построенного Фердинандом VII рядом с парком Буэн-Ретиро. 29 января 1844 года Луиза Карлота внезапно умерла от кори. Ей было всего 39 лет. Став вдовцом, Франсиско де Паула прожолжал жить во дворце Сан-Хуан. Он выразил желание вступить во второй брак, сделав предложение своей племяннице Марии Каролине Бурбон-Сицилийской, сестре первой жены, но ему было отказано. Он возобновил планы по женитьбе своих сыновей на королеве и её сестре. Королева Мария Кристина была против таких союзов. Однако, под давлением французской дипломатии, она все же согласилась на брак Изабеллы с Франсиско де Асисом, сыном Франсиско де Паула. Женить второго сына Энрике на сестре королевы ему не удалось. В качестве супруга она выбрала французского принца Антуана, герцога де Монпансье, младшего сына короля Луи Филиппа. Отвергнутый инфант Энрике был вовлечен в заговор и должен был отправиться за границу.

## Последние годы

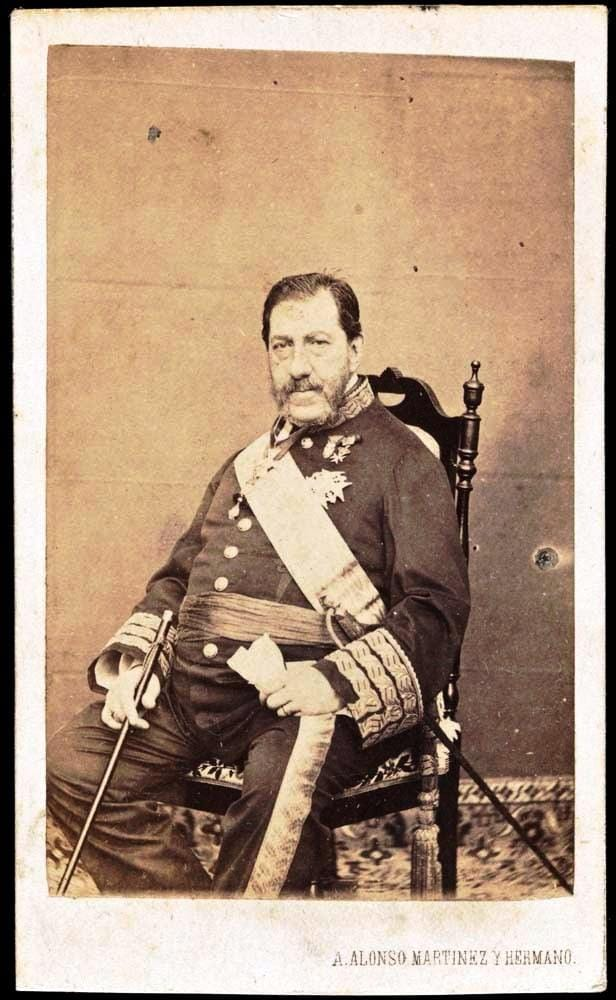
Франсиско де Паула в пожилом возрасте.

Положение Франсиско де Паула при дворе резко повысилось после того, как его сын обвенчался с королевой и стал королём-консортом Испании. Королева Изабелла II очень любила своего свёкра, а его дочь Хосефина Фернанда считалась лучшей подругой королевы. Тем не менее брак между Изабеллой и Франсиско де Асисом был не счастливым. В 1849 году Франсиско де Паула попытался вмешаться в семейную жизнь супругов. Он встал на сторону королевы и в то же время предложил ей сформировать новое правительство с членами прогрессивной партии, за что умеренное правительство изгнало его из страны. В 1850 году он вернулся обратно.
Вернувшись в Испанию, инфант был вовлечен в сексуальный скандал. Его нашли играющем в сексуальные игры с двумя женщинами, глаза инфанта были завязаны. Полиция отпустила женщин. В возрасте 58 лет он заключил второй брак 19 декабря 1852 года в Мадриде. Второй супругой стала Тереза де Арредондо, герцогиня Сан-Рикардо, от брака с которой родился единственный сын Рикардо Мария де Арредондо. О второй супруге инфанта известно крайне мало. Она была родом из Мурсии, умела хорошо танцевать. Точный возраст её не известен, но она была на несколько лет моложе Франсиско. Имела хорошее приданое. Их сын не имел права носить фамилию де Бурбон и от королевы Изабеллы II получил титул своей матери и её же фамилию в 1864 году. Он умер в возрасте 20 лет в 1872 году.
Второй брак инфанта продлился двенадцать лет и был счастливым. В письмах и документа он хвалил преданность супруги. Они уединенно проживали во дворце Сан-Хуан. Франсиско де Паула иногда появлялся при дворе, но без жены. Его супруга Тереза скончалась 29 декабря 1863 года. Их одиннадцатилетнего сына передали под опеку бабушки по материнской линии. В своем завещании инфант Франсиско де Паула пытался оставить большую часть своего имущества своему единственному сыну от второго брака, передав сына под защиту королевы Изабеллы II. Менее чем через год после смерти жены, он скончался от рака толстой кишки 13 августа 1865 года. Он пожелал быть похороненным в церкви Святого Франциска, но был похоронен конечном итоге в Эскориале, что соответствовало его статусу члена королевской семьи.

## Семья

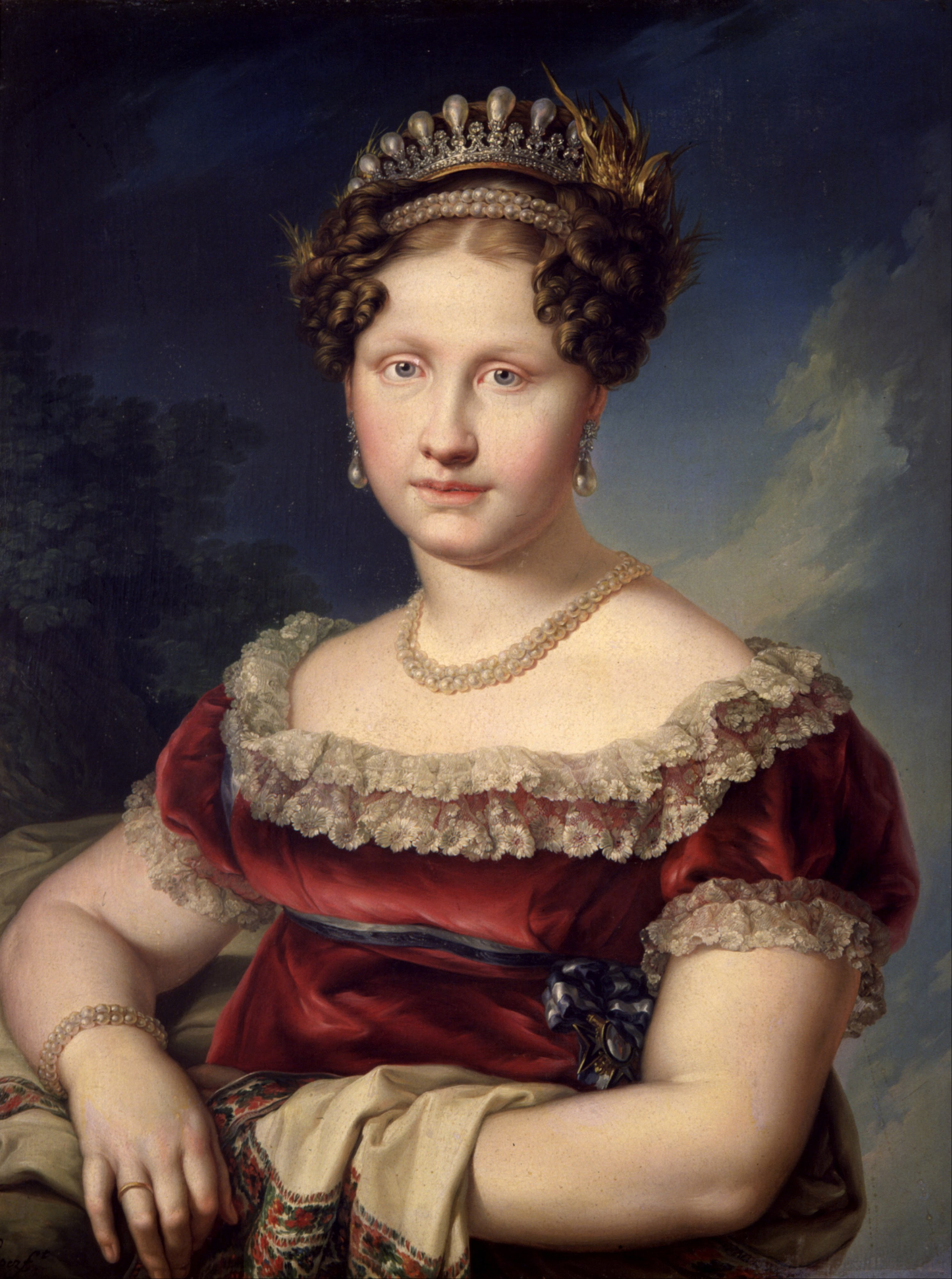
Луиза Карлота Бурбон-Сицилийская.

12 июня 1819 года Франсиско де Паула женился на своей племяннице Луизе Карлоте Бурбон-Сицилийской, дочери короля Обеих Сицилий Франциска I и его второй жены Марии Изабеллы Испанской. В семье было 11 детей:
- Франсиско де Асис (1820—1821) — умер в детстве;
- Изабелла Фернанда (1821—1897) — вступила в морганатический брак с польским аристократом Игнатием Гуровским, имела восемь детей;
- Франсиско де Асис (1822—1902) — герцог Кадисский и король-консорт Испании, женился на королеве Испании Изабелле II, имели шестеро детей;
- Энрике (1823—1870) — герцог Севильи, был убит на дуэли Антуаном Орлеанским, был женат на Елене Марии Касстелви, имел пятеро детей;
- Луиза Тереза (1824—1900) — вышла замуж за Хосе Мария Осорио де Москосо и Карвахаль, имела троих детей;
- Дуарте Фелипе (1826—1830) — умер в детстве;
- Хосефина Фернанда (1827—1910) — вышла замуж за Хосе Гаэль-и-Ренте, имела троих детей;
- Мария Тереза (1828—1829) — умерла в детстве;
- Фернандо Мария (1832—1854) — умер в возрасте 22 лет, потомства нет;
- Мария Кристина (1833—1902) — вышла замуж за Себастьяна Браганса, имели пятеро детей;
- Амалия Филиппина (1834—1905) — вышла замуж за Адальберта Баварского, имели пятеро детей.

В 1851 году он женился повторно. От второй супруги, Терезы де Арредондо, герцогини Сан-Рикардо, у него был один ребёнок:
- Рикардо Мария де Арредондо (1852—1872) — не был официальным членом семьи Бурбонов и не носил титула инфанта.

## Награды
- — Орден Золотого Руна (Испания);
- — Орден Карлоса III (Испания).